# The Bad Sister

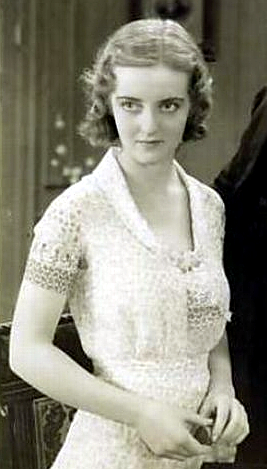
Bette Davis

Pour plus de détails, voir Fiche technique et Distribution.
The Bad Sister est un film américain réalisé par Hobart Henley, sorti en 1931.

## Synopsis
Une petite ville de province, Monsieur et Madame Madison, un couple avec un garçonnet espiègle et dissipé ainsi que deux jeunes filles, Laura, réservée et romantique et Marianne délurée et volage. Cette dernière rencontre fortuitement Corliss, un aigrefin qui s'introduit dans la petite famille, se fait passer pour un investisseur et propose au père de réaliser un montage financier contre la promesse d'un poste de secrétaire et trésorier dans cette nouvelle entreprise. Madison trouve des investisseurs, mais reste dans l'attente d'une demande de renseignements commerciaux avant de signer. Corlisse demande à Marianne de faire pression auprès de son  père pour obtenir cette signature. Madison restant sur ses positions, une violente dispute éclate entre celui-ci et sa fille qui changeant de tactique simule un malaise, puis se résout à imiter la signature de son père. 
Corliss a promis le mariage à Marianne , mais celle-ci se rendant au rendez-vous à son hôtel se rend compte qu'il a disparu avec armes et bagages. Dépitée, elle s'en retourne chez Dick, son ancien amant qui l'éconduit avec tact en lui expliquant qu'il est désormais amoureux de sa sœur Laura. Les investisseurs viennent réclamer le remboursement de l'argent engagé, Madison ne pourra le rembourser qu'en vendant sa maison. Marianne avoue l'imitation de signature, mais le père refuse de l'accabler. La fin du film montre Marianne en ménage avec l'un de ses anciens soupirants gauche et obèse et elle le remercie "de tout ce qu'il a fait pour son père", juste avant que toute la famille se réunissent chez eux pour faire la fête.

## Fiche technique
- Titre original : The Bad Sister
- Réalisation : Hobart Henley
- Scénario : Edwin H. Knopf, Tom Reed et Raymond L. Schrock d'après le roman The Flirt de Booth Tarkington
- Dialogues : Edwin H. Knopf
- Photographie : Karl Freund
- Montage : Ted J. Kent
- Musique : David Broekman (non crédité)
- Direction artistique : Walter Koessler
- Producteur : Carl Laemmle Jr.
- Société de production : Universal Pictures
- Société de distribution : Universal Pictures
- Pays de production :  États-Unis
- Langue : anglais
- Format : Noir et blanc — 35 mm — 1,20:1 — Son : Mono (Western Electric Sound System)
- Genre : Film dramatique
- Durée : 68 minutes
- Date de sortie :
  - États-Unis : 29 mars 1931

## Distribution
- Conrad Nagel : Dr. Dick Lindley
- Sidney Fox : Marianne Madison
- Bette Davis : Laura Madison
- Zasu Pitts : Minnie, la bonne
- Slim Summerville : Sam
- Charles Winninger : M. Madison
- Emma Dunn : Mme Madison
- Humphrey Bogart : Valentine Corliss
- Bert Roach : Wade Trumbull
- David Durand : Hedrick Madison
- King Baggot : policier de rue
- Charles Giblyn : un investisseur
- Will Walling : un investisseur
- Mary Alden